# Plaistow, New Hampshire
Plaistow är en kommun (town) i Rockingham County i delstaten New Hampshire, USA med 7 609 invånare (2010). 